# Amritvela
Amritvela signifie littéralement : la période du nectar, ou encore, la période de l'ambroisie. Amrit veut dire : nectar; vela : temps, ou, heure.
En fait ce terme est lié à un antique système hindou du calcul du temps d'une journée. Les pahars divisaient le jour en période de 3 heures, soit 8 périodes pour 24 heures. L'Amritvela, l'heure du nectar, se situe juste avant le lever du soleil entre 3 heures et 6 heures du matin. Il est conseillé de dormir entre 21 heures et 3 heures. Pour les sikhs, la prière et la méditation doivent donc de pratiquer durant l'Amritvela, comme l'a écrit Guru Nanak :
ਅੰਮ੝ਰਿਤ ਵੇਲਾ ਸਚ੝ ਨਾਉ ਵਡਿਆਈ ਵੀਚਾਰ੝ ॥ 
soit :
« Chantez le nom de Dieu et contemplez sa grandeur pendant l'Amritvela »; (page 2 du Sri Guru Granth Sahib ).
Cette période matinale se veut calme et pacifique, loin des tracasseries et de l'agitation de la vie quotidienne.
Page 734 du Guru Granth Sahib, il en est aussi fait mention :
ਹਰਿ ਧਨ੝ ਰਤਨ੝ ਜਵੇਹਰ੝ ਮਾਣਕ੝ ਹਰਿ ਧਨੈ ਨਾਲਿ ਅੰਮ੝ਰਿਤ ਵੇਲੈ ਵਤੈ ਹਰਿ ਭਗਤੀ ਹਰਿ ਲਿਵ ਲਾਈ ॥
ਹਰਿ ਧਨ੝ ਅੰਮ੝ਰਿਤ ਵੇਲੈ ਵਤੈ ਕਾ ਬੀਜਿਆ ਭਗਤ ਖਾਇ ਖਰਚਿ ਰਹੇ ਨਿਖ੝ਟੈ ਨਾਹੀ ॥
soit :
« La richesse du Seigneur est comme des bijoux, des perles et des rubis. À l'heure de l'Amritvela le croyant centre sa compassion sur Dieu et ses merveilles.
Les dévots du Seigneur sèment la graine de la richesse divine durant les heures de l'Amritvela ; ils mangent et se dépensent, mais leur foi et leur charité ne sont jamais épuisées. »

Cheikh Farid, Guru Arjan parlent aussi, dans le Livre saint, de cette période où il faut prier, respectivement page 1383 et page 255.

D'un autre côté Guru Amar Das, page 34 du Guru Granth Sahib, rappelle que la dévotion n'a pas d'heure.

## Source
- Amritvela dans SikhiWiki l'encyclopédie sikhe en anglais.